# 池田留里子
池田 留里子（いけだ るりこ、女性、1月10日 - ）は、日本の漫画家。愛知県出身。A型。秋田書店の『デジール』などで活動している。

## 作品リスト
- 「とりあえず最初の一歩」（ベネッセコーポレーション）
- 「七つの水晶シリーズ1 水晶の迷路」（秋田書店、1994年）